# Tábornokok pere
Tábornokok pere (használatos a Sólyom-per elnevezés is) alatt az 1950 augusztusában Magyarországon lefolytatott koncepciós pereket értjük, amelyek során 66 katonai, rendőri, illetve polgári személyt vettek őrizetbe és ítéltek el: 12 esetben halálra (ebből 7-et hajtottak végre), 6 esetben pedig kényszermunkára (10, 15 év, illetve életfogytiglan).
A per célja az volt, hogy a két világháború között katonai végzettséget szerzett (többnyire ludovikás) katonákat eltávolítsák a Magyar Honvédség vezetéséből. A megüresedett helyekre párthű, fiatal katonákat helyeztek.

## Előzmények
A második világháborút követően Magyarország politikai berendezkedése a demokratikustól lassan, de biztosan eltolódott a szovjet mintájú diktatúráig. Ennek egyik eszköze volt az 1946. VII. tc. a demokratikus államrend és a köztársaság büntetőjogi védelméről szóló törvény (az úgynevezett „Hóhértörvény”), aminek segítségével 1946–56 között 42 679 főt ítéltek el, közel 500 főt ki is végeztek. Gyakran köztörvényesnek álcázott perek százezres nagyságrendűek voltak.
A korszak legnagyobb koncepciós pere a Rajk-per volt, amelyben Pálffy Györgyöt – az akkori honvédelmi miniszter-helyettest – is elítélték, majd kivégezték. A Pálffy-per főleg a határőrség tiszti állományát érintette, ennek a pernek folytatása volt a tábornokok pere, amely már egyértelműen a honvédségben folytatott tisztogatási akció jegyében zajlott.
A valódi kompromittálást a Magyar Közösség elleni nyomozás jelentette, de felhasználták Pálffy fogságban tett vallomásait is.
Ennek a pernek is két vonulata volt – mint minden koncepciós pernek ebben az időben –, az egyik politikai, a másik katonai. A politikait a szociáldemokrata párt (SZDP) szétverése jelentette.
Az államvédelem már 1947 tavaszától megnövekedett figyelemmel kísérte a magas beosztásban levő katonatiszteket. 1950. május-június hónapjaiban a tábornokok pere kapcsán 66 személyt vettek őrizetbe. Katonák, rendőrök és civilek egyaránt kerültek az Államvédelmi Hatóság látókörébe. Olyan személyek kerültek ekkor letartóztatásba, mint Kéthly Anna országgyűlési képviselő (SZDP), Szakasits Árpád, az elnöki tanács elnöke, Schiffer Pál országgyűlési képviselő vagy Szeder Ferenc, az SZDP főtitkára.
A katonai vonulat a peren kívül is egyértelművé válik, ha megnézzük, hogy a honvédség állományából hány embert bocsátottak el: 1950 első félévében 256 főt, míg a második félévben több mint 1000 embert távolítottak el a Magyar Honvédség tiszti állományából.

## Per
A per eredeti iratai nem maradtak fenn, így csak a felülvizsgálati eljárás dokumentumai, a későbbi perek tanúvallomásai és személyes beszámolók alapján lehet rekonstruálni az eseményeket. A per egyik fő irányítója és kihallgató tisztje Janikovszky Béla volt.
A kémkedés, a demokratikus államrend megdöntésére szőtt állítólagos összeesküvés bizonyítéka csak a korábbi koncepciós perekben elítéltek, illetve a vádlottak egymás ellen – kényszer hatása alatt – tett terhelő vallomása volt. Szabó István altábornagy – a HM személyügyi csoportfőnökeként tett – szakértői véleménye szerint Sólyom László és társai „reakciós, fasiszta” tiszteket vettek vissza az állományba. A honvéd tisztikar összetételéről készített jelentése szerint a törzstiszteknek több mint 90%-a régi horthysta tiszt, és körülbelül 20%-a nyugatos.
Sólyom a hűtlenség bűntettét – a vád szerint – azzal követte el, hogy kémkedett Jugoszlávia, valamint Franciaország részére. A jugoszláv hírszerzőszervek számára állítólag Pálffy György szervezte be.

A tárgyalóteremig tartó munkáról Berkesi András 1956-ban a következőképpen vallott: 

„A Sólyom ügy irányítói Szücs, Janikovszky, Tihanyi voltak. Az egész ügyre döntő volt Somogyi vallomása, melyet Tihanyi vett fel. Az egyes kihallgatók csak kivonatokat kaptak belőle, amit el kellett ismertetni a többiekkel. Azok a kihallgatók, akik az ügy hátterét nem ismerték, lényegében semmit sem csinálhattak. Vagy elhitték, hogy összeesküvés van, vagy nem, de csinálták, mert kellett. Lényegében csak abban a kihallgatóban merült fel kétség, aki operatív érzékkel rendelkezett. A vezetők hivatkoztak arra, hogy itt összeesküvés van, vallomások születtek csak bizonyítékok nem.(...) Az egyes kihallgatók tudták, hogy Farkas Mihály és Péter Gábor irányítják az ügyet és bíztak bennük. Azért volt nehéz a helyzetem, mert az én addigi ügyeimet töviről hegyire ismertem, hiszen a felderítéstől kezdve az őrizetbe vételig irányítottam s őrizetbe vételre csak akkor került már sor, amikor tárgyi bizonyítékot vagy lehallgatási anyagot szereztünk és biztos volt a bűnösség. Egyetlenegy olyan ügyünk nem volt 45 óta (a vezetésem alatt álló egységnek) ahol tárgyi bizonyíték ne lett volna.
(...) Hónapokkal később hallottam a tábornokok felakasztásáról és akkor nagyon megdöbbentem. Azt hittem, hogy valóban csak pár érve fogják elítélni őket. Nemsokára ezután őrizetbe vettek. (...)”

– Berkesi András (1956. június 22.)

Dr. Jávor Iván hadbíró ezredes – aki a tárgyalást vezette – elmondta: Farkas Mihály azt akarta, hogy a tárgyalást ne a katonai bíróság, hanem az ÁVH épületében tartsák meg. Ebbe ő nem egyezett bele. Az ítéleteket előre megkapta, e szerint Sólyom, Illy, Beleznay, Révay, Pórffy, Somogyi, Merényi és Lőrincz ügyében olyan halálos ítéletet kellett hozni, amelynek végrehajtására is sor került. Mivel Jávor sokallta a halálos ítéletek számát, Farkas Mihályhoz fordult, aki közölte: a párt álláspontját tartalmazza a lista.
Révész Géza ülnök – későbbi honvédelmi miniszter – szerint maga a tárgyalás 3-5 percig tartott, mivel már ismert volt, milyen ítéletet is kell hozni: az I-IV. rendű vádlottakat halálra kellett ítélni.

## Ítéletek
Sólyom Lászlót a demokratikus államrend és köztársaság megdöntésére irányuló szervezkedés vezetése, valamint a folytatólagosan elkövetett hűtlenség büntette alapján ítélték halálra. Az előre meghatározott ítéletek alapján első fokon 12 személyt ítéltek halálra, ebből másodfokon 5 ítéletet életfogytig tartó börtönre változtattak.
A halálbüntetésen kívüli ítéletek:
- Somogyi Imre vezérőrnagy, halál / kegyelem

Somogyi a kegyelmet valószínűleg Jávor Ivánnak köszönhette, aki a Farkas Mihálynál tett látogatásakor emlékeztette, hogy Somogyi vallomásaira alapozták a pert és nem kellene kivégezni.
- Dumbovich Emil vezérőrnagy, halál / kegyelem
- Dr. Gömöry Viktor vezérőrnagy, halál / kegyelem
- Bodrossy Erik ezredes, halál / kegyelem
- Kuthy László vezérezredes, halál / kegyelem
- Dr. Aranyi Sándor orvos-ezredes, 15 évi kényszermunka
- Vermes Zoltán alezredes, életfogytiglan, kényszermunka
- Vértes László ezredes, életfogytiglan, kényszermunka
- Solt Pál alezredes, 15 évi kényszermunka
- Pogány Lajos őrnagy, 15 évi kényszermunka
- özv. Koszorús Gáborné tisztviselő, 10 évi kényszermunka

### Az ítéletek végrehajtása
A halálos ítéleteket 1950. augusztus 19-én hajnalban, a Margit körúti Katonai Törvényszék és Börtön udvarán hajtották végre, az áruló katonák esetében szokásos és megalázó kötél általi kivégzést választva. A kivégzettek:
- Sólyom László altábornagy, a honvéd vezérkar főnöke
- Révay Kálmán vezérőrnagy, a páncélos csapatok parancsnoka
- Beleznay István vezérőrnagy, a hadtápszolgálat főnöke
- Dr. Merényi Gusztáv orvos-vezérőrnagy, egészségügyi csoportfőnök
- Pórffy György vezérőrnagy, a tüzérség parancsnoka
- Illy Gusztáv nyugállományú altábornagy
- Lőrincz Sándor ezredes, anyagtervezési csoportfőnök

## A per utóélete
A sors fintora, hogy dr. Jávor Iván hadbíró ezredest még 1950-ben – egy másik koncepciós per keretében – vagyon elleni bűncselekmény elkövetésének vádjával a katonai bíróság szintén börtönre ítélte.

### Az 1954-es, felemás felmentés
1954-ben a miniszterelnök – Nagy Imre első miniszterelnöksége – részére Sarkadi Mihály főügyész jelentést készített és már ekkor, a tárgyalás előtt tudatta a végeredményt: „az ügyben hozott régi ítéletet a felülvizsgálat során felmerült bizonyítékok alapján (a bíróság) meg fogja semmisíteni.”
1954. augusztus 27-én 9 órára tűzték ki a tárgyalást. A bíróságot Ledényi Ferenc hadbíró alezredes vezette, ülnökei Keleti Ferenc és Köböl József ezredesek voltak. Az elnök a tárgyalás egész tartamára elrendelte a nyilvánosság kizárását, tekintettel arra, hogy az ügyben államtitkokat képező adatok szerepelnek.
Az 1954. szeptember 16-17-én megtartott tárgyaláson a Katonai Felsőbíróság megállapításai alapján Sólyom Lászlót és társait a demokratikus államrend és köztársaság megdöntésére irányuló szervezkedés büntette alól bűncselekmény hiányában felmentette.

#### Új vádpontok a régiek helyett
Az új vádpontok között szolgálati hatalommal visszaélés, szolgálati titok megsértése, háborús és népellenes bűntett szerepelt.
Sólyom László betöltött vezető beosztását többek között arra használta fel, hogy ellenséges beállítottságú, nem ritkán háborús bűnös, volt horthysta tiszteket, vezető beosztásba helyeztetett. Ennek bizonyítására a Szabó István-féle jelentést használták fel.
Beleznay István szolgálati hatalmát arra használta, hogy megbízhatatlan, ellenséges elemeket alkalmazzon. Miniszteri utasítás ellenére 6 hónap helyett 18 hónapban állapította meg a hadbiztosi képzést. A kiképzés ellehetetlenítése végett a tananyagot megnehezítette. Célja az volt, hogy munkáskáderek vezető pozícióba ne kerülhessenek. Általában a már tisztként szolgálatot teljesítők magasabb beosztásba való helyezését is hátráltatta.
Révay Kálmán, mint a Kossuth Akadémia parancsnoka szintén hátráltatta a munkás és paraszt származású fiatalok fejlődését. Ellenben előnyben részesítette a régi, horthysta tisztjeit, sőt több esetben akadályozta ilyen személyek elbocsátását. A páncélos csapatok parancsnokaként helytelen parancsai következtében 1948-1949 telén több harckocsi tönkrement.
Pórffy György összeköttetései révén ellenséges személyeket helyezett vezető állásba, valamint ilyen személyek eltávolítását megakadályozta. Állandóan erkölcstelen és züllött életmódot folytatott.
Illy Gusztáv szabályellenesen nyugatos tiszteket vett vissza és helyezett vezető állásba. Az előléptetési rendszer kidolgozását pedig hátráltatta. A sürgetésekre úgy reagált, hogy „nekünk annál jobb, minél nagyobb a káosz”.
Dr. Merényi Gusztáv orvos vezérőrnagy kb. 50 ezer orvosi műszer megjavítására nem tett intézkedést. Baráti összeköttetéseit felhasználva tett javaslatot horthysta orvoskari tisztek visszavételére és vezető beosztásba való helyezésre.
A Katonai Felsőbíróság – tekintettel arra, hogy a vádlottak időközben meghaltak – büntethetőséget megszüntető ok címén a bűnvádi eljárást megszüntette.

### 1956-os újratemetés
Az 1954-es felülvizsgálatot, valamint a Rajk László 1956. október 6-i újratemetését követően, Sólyom László és társai számára is megadatott a rendes sír, bár itt ismét felemás megoldást választott a rendszer. Az újratemetés katonai tiszteladás mellett, de a nyilvánosság teljes kizárásával történt. A sírok a Farkasréti temetőben találhatók meg (30/2-1-90÷96 sírhelyek).

### 1990-es rehabilitáció
A Legfelsőbb Bíróság 1990-ben felülvizsgálta az 1950-es és 1954-es ítéleteket. A felülvizsgálat döntése alapján a Legfelsőbb Bíróság Sólyom László altábornagyot, Beleznay István vezérőrnagyot, Illy Gusztáv altábornagyot és dr. Merényi Gusztáv vezérőrnagyot a szolgálati hatalommal visszaélés bűntette miatt emelt vád alól, továbbá Pórffy György vezérőrnagyot a szolgálati titoksértés bűntette, Illy Gusztáv altábornagyot a háborús és népellenes bűntett, míg dr. Merényi Gusztáv vezérőrnagyot a népellenes bűntett miatti vád alól bűncselekmény hiányában felmentette.Somogyi Imrét 2000-ben a Legfelsőbb Bíróság Katonai Tanácsa minden vádpont alól felmentette, visszakapta posztumusz vezérőrnagyi rangját, kitüntetéseit.
A felmentő ítéletet követően a katonákat – a Honvédelmi Minisztérium Rehabilitációs Bizottsága előterjesztésére – a Honvédelmi Miniszter, illetve a tábornokok esetében a Köztársaság Elnöke rendfokozatukban rehabilitálta.

### 2007-es katonai tiszteletadás
2007. október 13-án 51 évvel az újratemetést követően, Dr. Szekeres Imre honvédelmi miniszter javaslatára, a köztársasági elnök posztumusz előléptette: Sólyom László altábornagyot és Illy Gusztáv altábornagyot vezérezredessé, Beleznay István vezérőrnagyot, dr. Merényi Gusztáv vezérőrnagyot, Pórffy György vezérőrnagyot, valamint Révay Kálmán vezérőrnagyot altábornaggyá, Lőrincz Sándor ezredest dandártábornokká.

## Külső hivatkozás
- Bencsik Péter: Koncepciós perek 1944-1956 (magyar nyelven). [2007. október 20-i dátummal az eredetiből archiválva]. (Hozzáférés: 2009. július 20.)